# Diospyros crassiflora
Diospyros crassiflora ist eine Pflanzenart aus der Gattung Diospyros innerhalb der Familie der Ebenholzgewächse (Ebenaceae). In den Ländern der natürlichen Herkunft in Zentralafrika bis Nigeria werden auch die Trivialnamen African ebony und Ébéne verwendet. Auch die Bezeichnung nach dem Herkunftsland, wie zum Beispiel Kamerun-Ebenholz ist üblich.

## Beschreibung

### Erscheinungsbild und Blatt
Diospyros crassiflora wächst als mittelgroßer Baum und erreicht Wuchshöhen von bis zu 25 Metern. Der Stamm ist zylindrisch oder gerillt, astfrei und hat eine Höhe von bis zu 15 Metern bei einem Durchmesser von bis zu 120 Zentimetern. Andere Quellen geben eine Höhe von 15 bis 18 Meter und einen Stammdurchmesser von 60 Zentimetern an. Es werden keine Brettwurzeln gebildet. Die schwarz-graue Borke hat feine Längsrisse, welche in dickeren Schuppen abblättern. Die Rinde der Äste ist rötlich bis grau-braun mit Längsrissen und die Rinde der jungen Zweige ist kahl.
Die wechselständig angeordneten Laubblätter sind in Blattstiel und Blattspreite gegliedert. Der Blattstiel ist bis zu 1,5 Zentimeter lang, oben gerillt und beinahe kahl. Die einfache, dünn-ledrige, fast kahle Blattspreite ist bei einer Länge von 10 bis 21 Zentimetern und einer Breite von 4 bis 10 Zentimetern lanzettlich-elliptisch bis länglich-elliptisch mit keilförmiger bis gerundeter und etwas asymmetrischer Spreitenbasis, abrupt zugespitztem oberen Ende und glattem Blattrand. Die Blattoberseite ist dunkelgrün, die Unterseite heller. Es liegt Fiedernervatur vor mit fünf bis acht Paaren von Seitennerven. Nebenblätter fehlen.

### Blütenstand und Blüte
Diospyros crassiflora ist zweihäusig getrenntgeschlechtlich (diözisch). Die seitenständigen, bündeligen Blütenstände befinden sich häufig an älteren Ästen. Die männlichen Blütenstände enthalten drei bis sechs, die weiblichen nur ein bis zwei Blüten.
Die fast sitzenden, funktional eingeschlechtigen Blüten sind radiärsymmetrisch. Der fleischige, rosafarben-rote Blütenkelch ist bis zu 1 Zentimeter lang und besteht aus einer Kelchröhre, die nur etwas länger ist als die selten vier, meist fünf Kelchlappen. Die vier bis sechs rosafarben-weißen Kronblätter sind zu einer 2,5 bis 3 Zentimeter langen, ellipsoiden Kronröhre verwachsen, die in vier bis sechs kurzen Kronlappen endet. Die männlichen Blüten enthalten viele Staubblätter, die bis zu 1,5 Zentimeter lang sind und nur kurze Staubfäden besitzen; es sind rudimentäre Fruchtknoten vorhanden. Die weiblichen Blüten enthalten einen oberständigen, bei einem Durchmesser von etwa 5 Millimeter kugeligen, acht- bis zehnkammerigen Fruchtknoten; es sind vier bis fünf Griffel und rudimentäre Staubblätter vorhanden.

### Frucht und Samen
Die Beeren sind bei einer Länge von etwa 10 Zentimetern sowie einem Durchmesser von etwa 6,5 Zentimetern ellipsoid bis verkehrt-eiförmig und enthalten bis zu zehn Samen. Die Früchte sind spärlich behaart bis kahl und bei der Reife gelblich gefärbt. Der haltbare, auf einen Durchmesser von bis zu 4 Zentimetern vergrößerte Blütenkelch umhüllt die Basis der Beere. Die glänzend braunen bis schwarzen Samen sind länglich, 5 Zentimeter lang, 2 Zentimeter breit und 1,5 Zentimeter dick.

## Vorkommen und Gefährdung
Diospyros crassiflora kommt in Kamerun, Ghana, Nigeria, der Demokratischen Republik Kongo und der Republik Kongo vor. Auch sind Vorkommen in Gabun und der Zentralafrikanischen Republik beschrieben. In Nigeria werden die Städte Benin City, Abeokuta und Onitsha als Vorkommen angegeben, wo Diospyros crassiflora „in Gruppen oder kleinen Beständen, von einer halben Meile oder weniger Ausdehnung“ anzutreffen ist. Auch die Ufer des Niger werden als Verbreitungsgebiet aufgeführt.
Die Gefährdung von Diospyros crassiflora wurde laut der Roten Liste der gefährdeten Arten der IUCN 1998 mit „endangered“ = „stark gefährdet“ angegeben; eine neue Datenerhebung ist erforderlich.

## Taxonomie
Die Erstbeschreibung von Diospyros crassiflora erfolgte 1873 durch William Philip Hiern in A Monograph of the Ebenaceae. Synonyme Hiern sind Diospyros ampullacea Gürke, Diospyros evila Pierre ex A.Chev. und Diospyros incarnata Gürke ex De Wild.

## Nutzung

### Holz

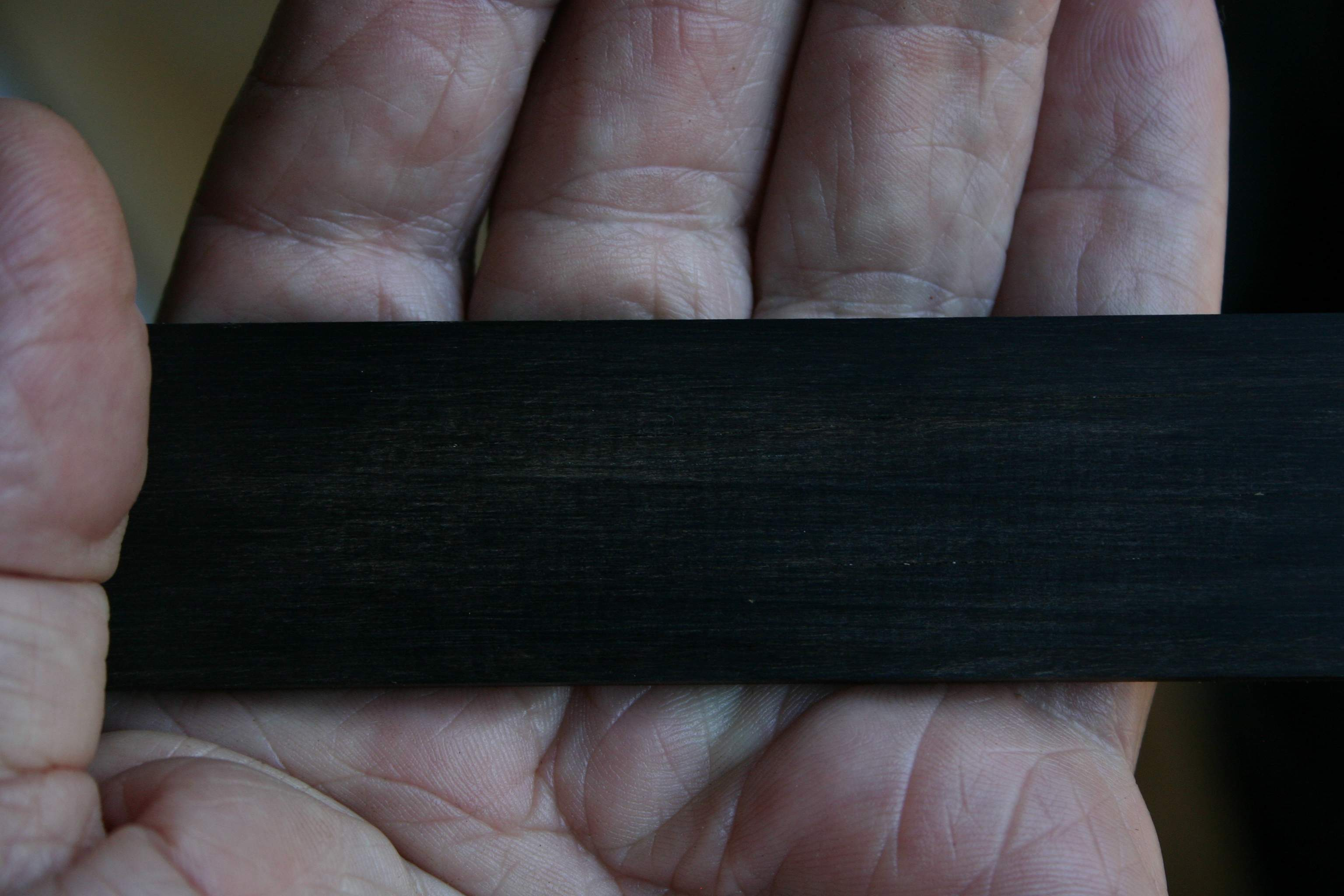
Holz von Diospyros crassiflora

#### Holzbeschreibung
Das Kernholz ist violett und unterscheidet sich farblich deutlich vom Splintholz. Meist kommen nur kurze Kernholzrohlinge von Diospyros crassiflora in den freien Handel. Diospyros crassiflora hat von den Ebenholz-Arten das schwärzeste Holz. Es ist sehr dicht und hart, wobei eine feine und ebenmäßige Struktur vorliegt.

#### Technische Daten zum Holz
Das durchschnittliche Trockengewicht liegt bei 1030 kg/m³. Der Faserverlauf ist überwiegend gerade bis leicht wechseldrehwüchsig. Diospyros crassiflora zeigt ein großes Schwindverhalten.
| Kenngröße       | Wert      | Einheit |
| --------------- | --------- | ------- |
| Rohdichte       | 0,81–1,05 | g/cm³   |
| Druckfestigkeit | 90        | N/mm²   |
| Zugfestigkeit   | k. A.     | N/mm²   |
| Biegefestigkeit | 181–200   | N/mm²   |

#### Holzeigenschaften
Das Holz von Diospyros crassiflora ist schwer und sehr schlag- und stoßfest. Es zeigt eine hohe Druckfestigkeit, wobei es sehr biegesteif ist und nur eine geringe Verformbarkeit zulässt. Die Eignung zum Dampfbiegen wird als gut beschrieben. Wegen der relativ hohen Dichte stumpfen Werkzeuge sehr schnell ab und eine Bearbeitung ist schwierig. Es besteht die Gefahr des Ausreißens und Splitterns. Das Bearbeiten mit der Ziehklinge ist allerdings gut möglich. Beim Sägen sollten feine Zähne bevorzugt werden. Verleimungen sind gut durchführbar und beim Nageln und Bohren sollte vorgebohrt werden. Es ist möglich, sehr hohe Oberflächengüten zu erzielen. Das Holz kann schnell luftgetrocknet werden, wobei lediglich kleine Oberflächenrisse als Trocknungsfehler auftreten können.

#### Haltbarkeit und Verwendung

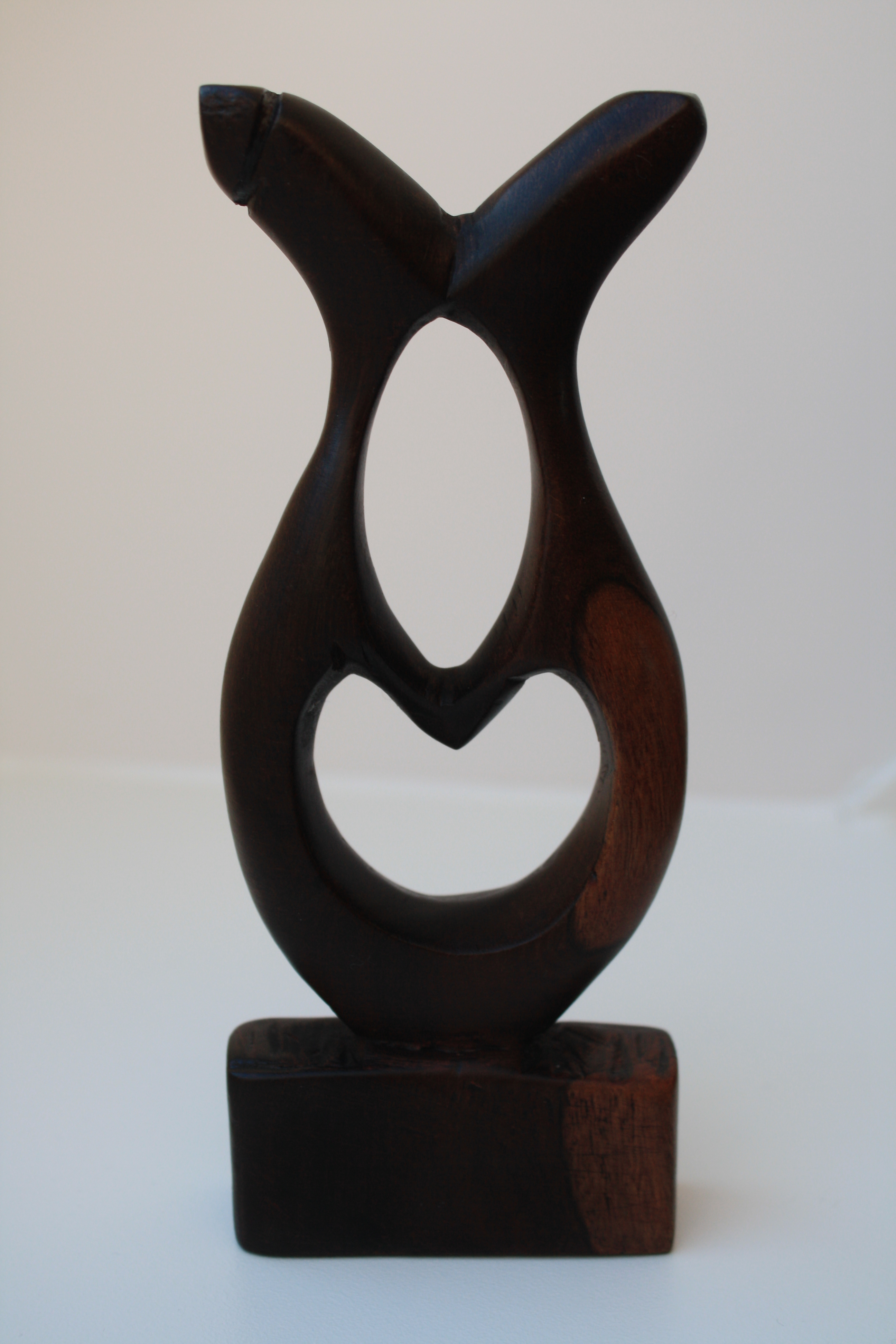
Schnitzarbeit aus Diospyros crassiflora

Das Holz von Diospyros crassiflora ist sehr haltbar und nicht mit Holzschutzmitteln behandelbar. Eine Behandlung ist bei den meisten Einsatzmöglichkeiten auch nicht indiziert. Diospyros crassiflora wird als Schnitz- und Drechselholz, für Besteckgriffe, Dudelsackstimmpfeifen, Türgriffen und Instrumententasten verwendet. Traditionell werden Parallellineale aus Diospyros crassiflora hergestellt. Diospyros crassiflora wird teilweise von Borkenkäfern (Scolytinae) angegriffen. In Nigeria wird Diospyros crassiflora als termitenfest beschrieben.

#### Holzanatomie
Die Gefäße sind zerstreutporig angeordnet und die Gefäße sind ohne spezifische Anordnung. Zuwachszonen sind nicht erkennbar. Die Gefäßtüpfel liegen wechselständig vor und haben einen vertikalen Durchmesser von 3 bis 5 µm.
Es finden sich zahlreiche, sehr dickwandige Fasern mit Fasertüpfeln. Die Holzstrahlen liegen fast ausschließlich einreihig, aus einem bis selten zwei Zelltypen bestehend, vor. Selten existieren auch zweireihige Holstrahlen. Markstrahlen sind nur im radialen Längsschnitt sichtbar. Es kommen Kristalle im Axialparenchym vor, wobei jeweils ein Kristall je Zelle vorhanden ist.

## Gesundheitsrisiken
Der Holzstaub von Diospyros crassiflora kann Dermatitis, Bindehautentzündungen, Hautreizungen und Niesen auslösen. Es wird die Möglichkeit erwähnt, dass Diospyros crassiflora als Haut-Sensibilisator wirken kann.